# استفانی کل
استفانی کُل (انگلیسی: Stephanie Cole؛ زادهٔ ۵ اکتبر ۱۹۴۱) بازیگر اهل بریتانیا است.
از فیلم‌ها یا برنامه‌های تلویزیونی که وی در آن نقش داشته‌است، می‌توان به دکتر مارتین و جغد خاکستری اشاره کرد.